# Stephenson, Wisconsin
Stephenson är en kommun (town) i Marinette County i den amerikanska delstaten Wisconsin i USA. Enligt 2010 års folkräkning hade Stephenson 3 006 invånare.